# Acanthocephaloides
Acanthocephaloides är ett släkte av hakmaskar. Acanthocephaloides ingår i familjen Arhythmacanthidae.
Kladogram enligt Catalogue of Life:
| Acanthocephaloides | \| \| Acanthocephaloides distinctus \| \| \| \| \| \| Acanthocephaloides incrassatus \| \| \| \| \| \| Acanthocephaloides propinguus \| \| \| \| \| \| Acanthocephaloides soleae \| \| \| \| |
|                    | \| \| Acanthocephaloides distinctus \| \| \| \| \| \| Acanthocephaloides incrassatus \| \| \| \| \| \| Acanthocephaloides propinguus \| \| \| \| \| \| Acanthocephaloides soleae \| \| \| \| |
|                    | Breizacanthus |
|                    | |
|                    | Euzetacanthus |
|                    | |
|                    | Heterosentis |
|                    | |
|                    | Neoacanthocephaloides |
|                    | |
|                    | Paracanthocephaloides |
|                    | |
|                    | Acanthocephaloides distinctus |
|                    | |
|                    | Acanthocephaloides incrassatus |
|                    | |
|                    | Acanthocephaloides propinguus |
|                    | |
|                    | Acanthocephaloides soleae |
|                    | |

|  | Acanthocephaloides distinctus  |
|  |                                |
|  | Acanthocephaloides incrassatus |
|  |                                |
|  | Acanthocephaloides propinguus  |
|  |                                |
|  | Acanthocephaloides soleae      |
|  |                                |